# Conraua derooi
Conraua derooi är en groddjursart som beskrevs av Jan Hulselmans 1972. Conraua derooi ingår i släktet Conraua och familjen Petropedetidae. IUCN kategoriserar arten globalt som akut hotad. Inga underarter finns listade i Catalogue of Life.